# 乌塞卢斯
乌塞卢斯（義大利語：Usellus），是意大利奥里斯塔诺省的一个市镇。总面积35.1平方公里，人口862人，人口密度24.6人/平方公里（2009年）。ISTAT代码为095070。